# Duby v ulici Mezivrší
Duby v ulici Mezivrší jsou tři duby letní (Quercus robur) v Praze 4 - Braníku. Rostou nedaleko od sebe v parčíku kousek pod polovinou ulice Mezivrší, na rozhraní mezi vilkami a panelákovou zástavbou, při pohledu ze svahu na pravé straně ulice. V digitálním registru ÚSOP je sice dvojice mohutnějších dubů zapsána jako skupina (číslo 105312) a třetí dub, pravděpodobně o něco mladší, je veden samostatně (číslo 105314), ale všechny tři duby byly památnými stromy vyhlášeny současně a jejich koruny spolu splývají.

## Základní údaje
- rok vyhlášení: 2008[1][2]
- odhadované stáří: zhruba 110 let (v roce 2017)
- obvod kmenů: 324 cm, 302 cm a 237 cm (2007), 340 cm, 315 cm a 246 cm (2013)[3][4]
- výška: 25 m, 17 m a 11 m (2007)
- výška koruny: 19 m, 15 m a 18 m (2007)
- šířka koruny: 20 m, 14 m a 20 m (2007)

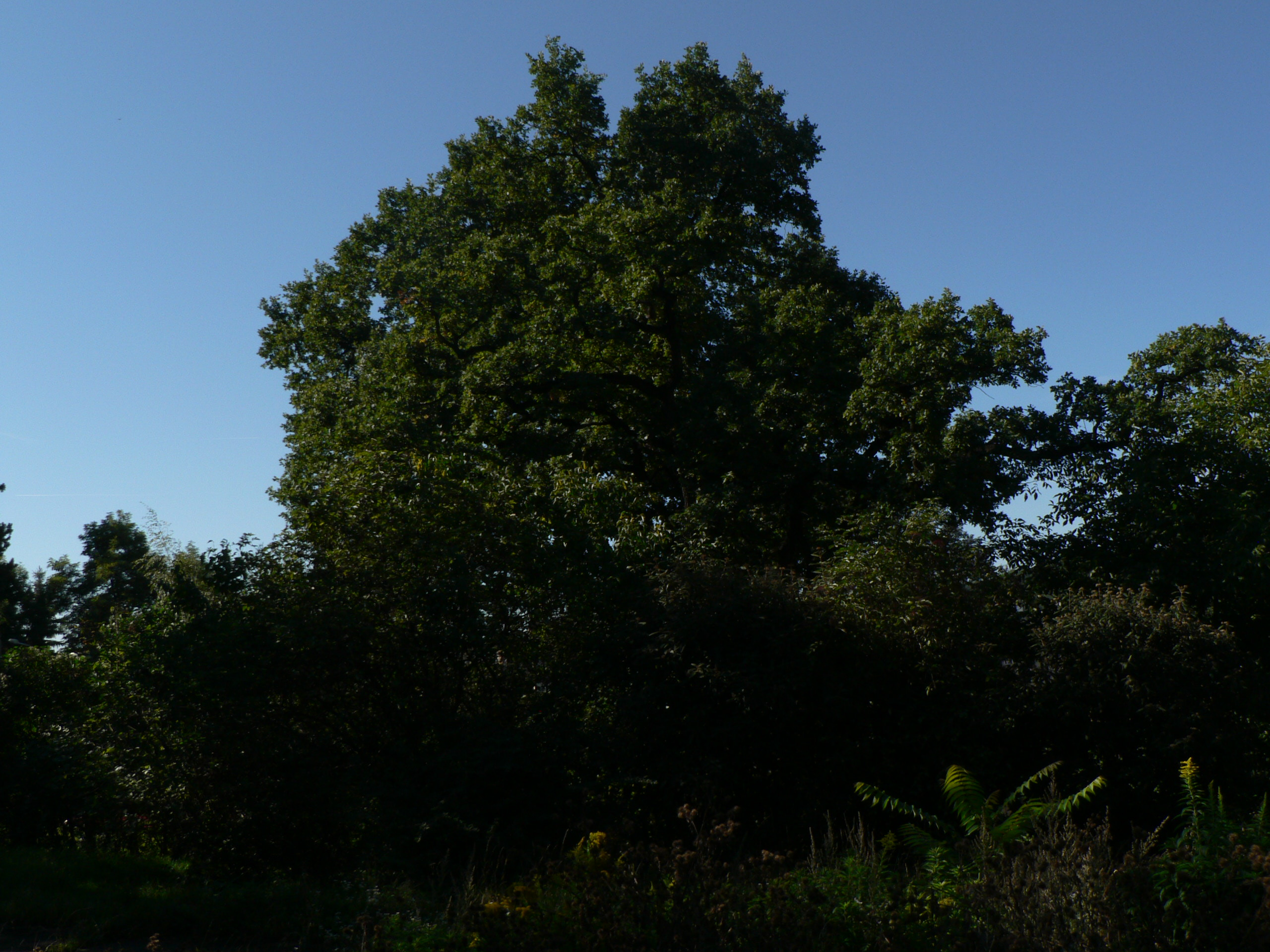
Třetí dub

## Stav stromů
Statnější dvojice byla podle hodnocení AOPK při vyhlášení v roce 2008 ve velmi dobrém stavu, třetí dub ve stavu dobrém. Od té doby je jim věnována větší pozornost, takže tento stav trvá.

## Další zajímavosti
Lokalita Mezivrší v Braníku byla kdysi sadem, později tu vznikla vilová čtvrť. Na místě některých vilek a zahrad byly kolem roku 1975 postaveny panelové domy pro pracovníky tehdejší České státní pojišťovny. V roce 2007 chtěl soukromý investor na zbývající zelené ploše začít stavět obytný komplex s podzemními garážemi a řada stromů měla být proto pokácena. Díky protestním akcím místních obyvatel se podařilo duby zachránit a v roce 2008 byly vyhlášeny za památné. Nejmohutnější z nich se také v roce 2008 umístil na 3. místě v anketě „Strom roku“.
Záměr bytové výstavby v těsném sousedství dubů ale stále trvá.
Doprava: asi 500 m odtud u horního konce ulice Mezivrší je autobusová zastávka MHD Zemanka, kdežto u dolního konce ulice je zhruba stejně daleko autobusová zastávka U Staré pošty.